# Tonstudio

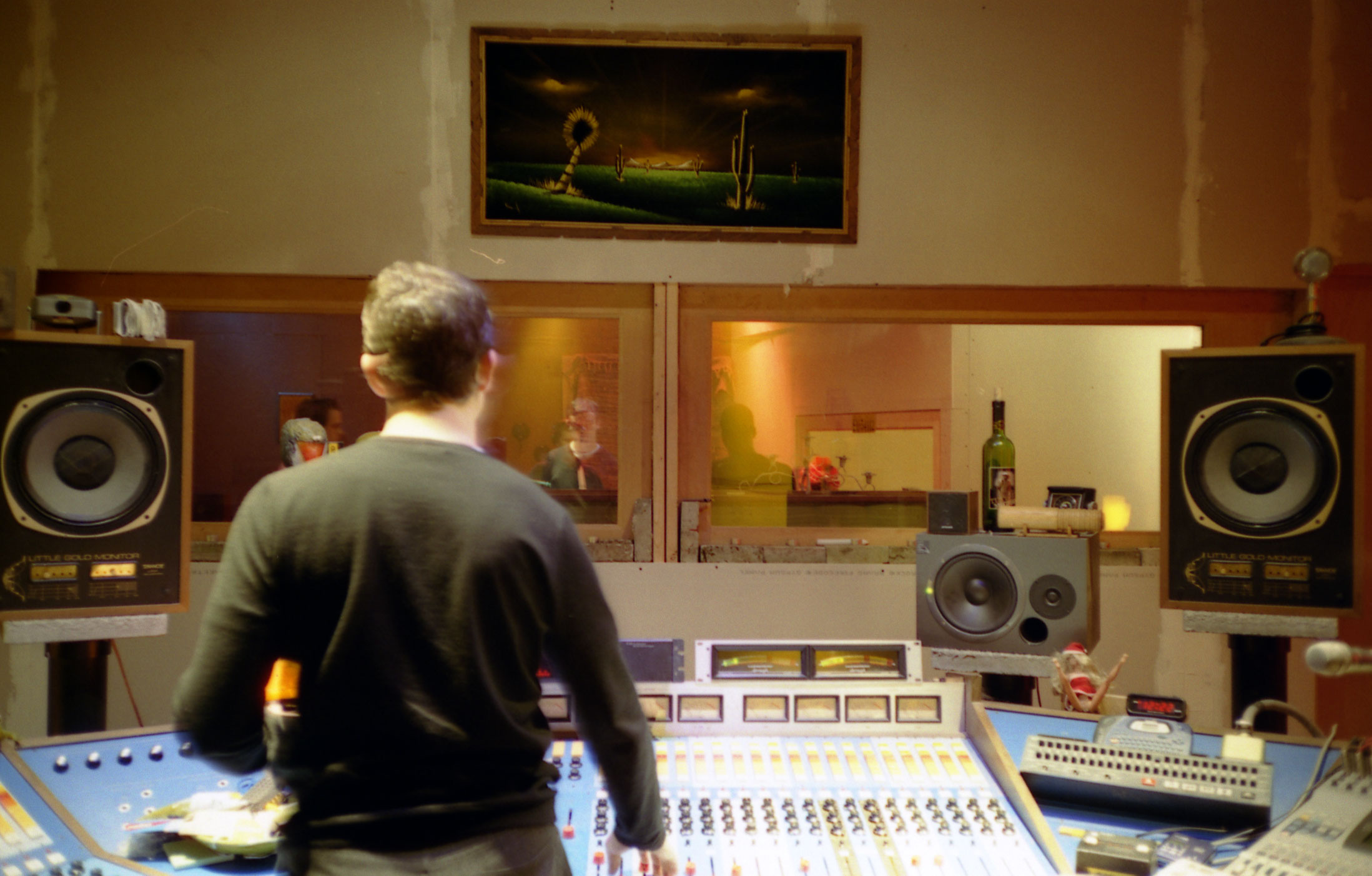
Der Regieraum eines Tonstudios mit Mischpult und Monitorlautsprechern

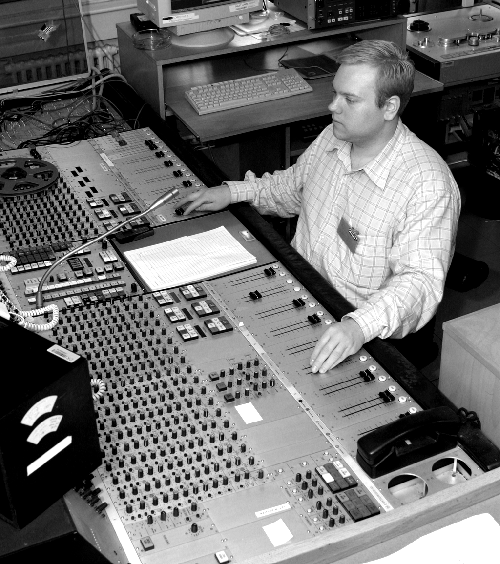
Toningenieur am Mischpult des Dänischen Rundfunks (2007)

Ein Tonstudio ist eine Einrichtung zur Aufnahme und Bearbeitung von Schallereignissen. Dabei kann es sich zum Beispiel um Musik jeglicher Art handeln, ebenso um Sprache und Geräusche für Hörfunk- und Fernsehbeiträge, Kinofilmton oder um Klangkreationen für Computerspiele.
Zu einem Tonstudio gehört typischerweise ein Aufnahmeraum, in dem die aufzunehmenden Schallereignisse durch Künstler oder Schauspieler erzeugt werden. In einem davon akustisch weitgehend getrennten, aber optisch durch eine Glasscheibe verbundenen Regie- oder Kontrollraum für Toningenieure, Tonmeister, Regisseure oder Aufnahmeleiter befinden sich ein Mischpult und besonders präzise wiedergebende Studiolautsprecher (Monitore). Die heute fast immer digitalen Aufnahmegeräte sind meist in einem eigenen Technikraum untergebracht.

## Allgemeines
Tonstudios stehen in der Wertschöpfungskette der Musikindustrie ganz vorn, denn sie stellen mit einem fertigen Master- oder Mutterband die Grundlage für die massenweise Produktion der Tonträger her. Oft fertigen sie auch die Demobänder an, mit denen sich Interpreten bei Plattenfirmen vorstellen. Deshalb lag es nahe, dass Tonträgerunternehmen sich ihre eigenen Tonstudios zulegen; so hat es musikhistorisch auch begonnen. Neben diesen firmeneigenen Tonstudios begannen sich jedoch später auch unabhängige Tonstudios zu etablieren. Während firmeneigene Tonstudios meist ausschließlich für die zugehörigen Plattenfirmen aufnehmen, sind unabhängige Tonstudios auf die Auftragsproduktion angewiesen. Hier hat sich ein Mittler zwischen Tontechnik, Klangideen und kommerziellen Fähigkeiten entwickelt – der Musikproduzent. Während in unabhängigen Tonstudios der Engpass meist bei der Kapitalbeschaffung lag (und liegt), stehen firmeneigene Tonstudios wegen der Fixkostenkontrolle unter Auslastungsdruck. Beide gemeinsam beobachten stets die Entwicklung der Aufnahmetechnik, um den neusten technischen Stand anbieten zu können.

## Geschichte

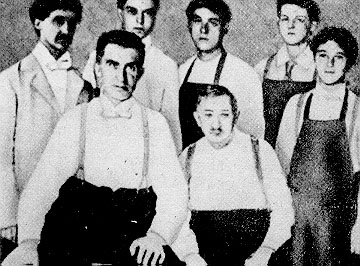
Emil Berliner (vorne links), Fred Gaisberg (hinten links)

Das erste Tonstudio weltweit wurde durch den Pianisten Fred Gaisberg Anfang 1897 über einem Schuhladen auf der 12th Street in Philadelphia eröffnet. Auch der erste Plattenladen entstand 1897 in Philadelphia.
Gaisberg war Mitarbeiter des deutsch-jüdischen Emigranten Emil Berliner. Dieser konzentrierte sich auf Wiedergabetechnik (Grammophon, Schallplatte), doch mussten auch Anstrengungen unternommen werden, um die Vorstufe der Wiedergabetechnik, die industrielle Aufnahmetechnik, zu verbessern. Als Berliner am 16. Mai 1888 vor Mitgliedern des Franklin Institutes in Philadelphia die Tonträgerproduktion demonstrierte, war der Weg für die industrielle Tonträgerherstellung frei. Gaisberg kannte als Pianist die Perspektive des Interpreten und machte sich mit der Aufnahmetechnik vertraut. Zu jener Zeit war die Arbeitsteilung im Tonstudio gering, denn die Aufgaben des Toningenieurs, Musikproduzenten und Artists-and-Repertoire-Managers waren oft in einer Person vereinigt. Das traf auch auf Gaisberg zu, denn er kümmerte sich auch um die Entdeckung von Interpreten. Ob der am 14. Mai 1897 in Philadelphia entstandene Titel Little Kicker (Berliner #254), ein Piano-Solo mit Fred Gaisberg, die erste Aufnahme im ersten Tonstudio war, ist nicht überliefert. Denn von Gaisberg als Pianist datieren die ersten Aufnahmen bereits vom 17. November 1892 aus Philadelphia.
Im Juli 1898 errichteten Gaisberg und Joe Sanders im Londoner Cockburn-Hotel das erste europäische Tonstudio. Am 8. August 1898 entstand hier Gaisbergs erste Studioaufnahme in Europa. Dazu setzte er den Klarinettisten aus dem Orchester des Trocadero-Hotels ein. Fred Umsbach spielte Felix Mendelssohn Bartholdys Frühlingslied (Spring Song). Weitere Aufnahmen in London entstanden mit Syria Lamonte, einer australischen Sängerin, die in einem Londoner Restaurant arbeitete. Gaisberg selbst machte am 10. August 1898 Aufnahmen von seinen Piano-Soli (Berliner #5503).
Gaisberg nutzte seinen Aufenthalt in London, um ab Mai 1898 in Europa mit seinem Aufnahmegerät Stimmen aufzuzeichnen. So kam er im März 1902 nach Mailand, wo er den Tenor Enrico Caruso hörte. Am 11. April 1902 entstanden im Mailänder Grand Hotel 10 Aufnahmen mit Caruso – der erste Plattenstar war geboren.
Mitte 1898 ließ Berliner das erste Tonstudio in New York errichten. Eine der ersten Aufnahmen im New Yorker Tonstudio war der Gladiator March der Sousa’s Band vom 1./2. September 1898 (Berliner #13). Die Plattenfirma Victor Talking Machine Co. wurde im Oktober 1901 gegründet und eröffnete ihr firmeneigenes Tonstudio im Februar 1900 im Johnson Factory Building in Camden (das gegenüber von Philadelphia auf der anderen Seite des Delaware River liegt). Es wechselte im September 1901 nach Philadelphia. Bis 6. November 1907 wurden hier die meisten Victor-Aufnahmen gemacht.
Die Anforderungen an Tonstudios stiegen in dem Maße, wie sich die Plattenumsätze verbesserten. Die Umsätze der Victor Talking Machine Co. mit wenigstens 1/3 Marktanteil in den USA stiegen von 1,696 Millionen Platten 1902 auf 18,6 Millionen im Jahr 1915. In Deutschland wurden 1908 insgesamt 6,2 Millionen Platten in Hannover hergestellt. Im September 1901 zogen die Victor-Aufnahmestudios von Camden nach Philadelphia, wo sie die ehemaligen Berliner-Büros an der 420 South 10 Street nutzten. Am 8. Oktober 1904 bezieht Victor in New York ein neues Tonstudio. Als am 1. Januar 1909 Harry O. Sooy bei Victor zum Leiter des Aufnahmeteams ernannt wurde, war die Funktion des Musikproduzenten geboren. Am 2. Oktober 1917 wird in Camden erstmals das 100 Mann fassende Großstudio mit Aufnahmen vom Boston Symphony Orchestra unter Leitung von Karl Muck eingeweiht. Am 27. Februar 1918 fanden erste Aufnahmen in der Camden Trinity Church statt, einer von Victor zum Tonstudio umgebauten Kirche. Am 26. Januar 1925 werden in Camden erste Vorbereitungen für elektrische Tonaufnahmen getroffen, am 9. Februar 1925 folgen Tests, am 25. Februar 1925 die erste kommerzielle elektrische Tonaufnahme. Am 24. Juni 1925 fand die erste elektrische Tonaufnahme in Europa statt, und zwar von Jack Hyltons Feelin Kind O Blue in den HMV-Tonstudios in Hayes/Middlesex.
1923 startete der Rundfunk. Die Rundfunkanstalten trennten schon wenig später den Kontrollraum vom Aufnahmeraum ab. Zuvor standen Schauspieler und Techniker in einem Raum um das Mikrofon herum. 1929 spricht die BBC in ihrem Hand Book erstmals von „‚Mixing‘ Studios“ und erklärt den noch in Anführungszeichen gesetzten Begriff so: In längeren Rundfunkproduktionen wie zum Beispiel Hörspielen, die damals live aufgeführt wurden, gab es zwei Typen von Klangquellen – die Sprechstimmen und die Geräusche. Ursprünglich waren beide in einem Raum untergebracht, aber die Hörer beschwerten sich, bei lauten Effektgeräuschen der Erzählung nicht mehr folgen zu können. Als Konsequenz lagerte der Londoner Sender die „Noise Effects“ (Gewitter durch große Metallfolien, Pferdegalopp durch Stein auf Stein usw.) in einen gesonderten Raum aus; die Effektemacher hörten über Kopfhörer mit, was im Sprecherraum geschah.
„Die Klänge beider Studios wurden über Leitungen an ein zentrales Schaltpult übermittelt, das der leitende Produzent bediente. Dieser war dadurch in der Lage, die beiden Tonquellen in den exakt benötigten Mengen zu ‚mischen‘.“
Das Konzept war so erfolgreich, dass der Sender große Produktionen Ende der 1920er Jahre mit mehr als drei Studios fuhr. In einem saß ein Orchester, in einem anderen eine Band; auch die Schauspieler wurden in Gruppen getrennt, um verschiedene Akustiken herzustellen. Das Mischpult hieß damals noch „Switchboard“, also Schaltpult.
Als um 1930 das Schneiden von Schallplatten Standardtechnik zum Konservieren von Klängen in guter Qualität war, schossen Plattenfirmen und damit zusammenhängend Musikstudios aus dem Boden, etwa am 12. November 1931 die Abbey Road Studios in London. Das erkennbar erste unabhängige, für kommerzielle Zwecke genutzte Tonstudio entstand 1933 unter dem Namen United Sound Studio in Chicago. Bill Putnam gründete 1946 sein erstes Tonstudio unter dem Namen Universal Recording Corporation und weitete sein Imperium an Tonstudios ab 1961 kontinuierlich aus.
In Deutschland wurden von Plattenfirmen anfangs Konzertsäle, Theater, Messehallen (Köln), Singakadamie Berlin oder Kirchen für Aufnahmezwecke benutzt. Im Jahre 1900 entstand in Berlin-Mitte (Markgrafenstr. 76) ein erstes sogenanntes „Aufnahme-Atelier“ für die Deutsche Grammophon AG, aus dem die Emil Berliner Studios hervorgegangen sind. Die Aufnahmeräume waren für symphonische Aufnahmen sehr klein. Die DGG nimmt deshalb am 12. September 1913 im „Studio“ – einer kleinen DGG-Fabrikhalle in Berlin – mit den Berliner Philharmonikern unter Arthur Nikisch Beethovens Fünfte auf. Kurz nach Gründung richtete die Electrola ihr erstes Studio in Berlin ein. Fritz Kreisler spielte hier am 14. Dezember 1926 Felix Mendelssohn Bartholdys Lieder ohne Worte (Opus 62 Nr. 1) ein, Michael Raucheisen/Fritz Kreisler nahmen Robert Schumanns Romanze für Oboe und Piano (Op94) hier am 13. Dezember 1927 auf. Dem Umzug nach Köln folgte 1956 der Aufbau der Electrola-Studios auf dem Kölner Maarweg, in denen die großen Electrola-Schlager entstanden.
Die Erfindung und Einführung des Magnetophons löste in den 1940er Jahren das bis dahin praktizierte Direktschnitt-Aufnahmeverfahren für die Schallplatte ab. Kurz vor Ablösung der magnetisch-mechanischen Speicherung durch digitale Aufzeichnung, erlebte der Direktschnitt eine Renaissance.

## Räumlichkeiten
Klassische Tonstudios zur Aufnahme von Musik, speziell Studios für große Klangkörper (wie Orchester, Chöre und Big Bands), bestehen in der Regel aus mehreren Räumen oder Teilräumen, welche einerseits gegen Störgeräusche von außen gut abgeschirmt sind und andererseits mit entsprechenden akustisch-dämpfenden Raumelementen ausgestattet wurden, welche für die jeweils gewünschte Akustik sorgen.

### Regieraum
Benötigt wird zumindest ein Regieraum, bei Hörfunkstudios auch Kontrollraum genannt, in dem eine oder mehrere Personen (zum Beispiel inaktive Musiker, Tontechniker, Tonmeister oder ein spezialisierter Aufnahmeleiter) sitzen und die Aufnahme koordinieren. Von dort aus wird das aufgenommene Tonmaterial über Studiomonitore (Lautsprecherboxen) überwacht und beurteilt sowie später geeignet abgemischt und zusammengeschnitten. Er enthält den überwiegenden Teil der Technik, wie Mischpulte, Klangerzeuger, Effektgeräte, Tonbandmaschinen, Computer und Analog-Digital-Wandler. Von hier aus wird den Musikern und Sängern auch Tonmaterial zugespielt.
Der Regieraum benötigt eine unauffällige, möglichst neutrale Akustik. Die Nachhallzeit sollte über das gesamte Frequenzspektrum hinweg ca. 0,3 Sekunden nicht überschreiten, um eine Beurteilung der Aufnahme und der späteren Mischung zu erleichtern. Ein häufiges Einrichtungskonzept für Regieräume ist Live End Dead End (LEDE)-Prinzip; dabei wird der vordere Bereich des Regieraums stark absorbierend ausgeführt, während im hinteren Bereich Diffusoren und Reflektoren dominieren.

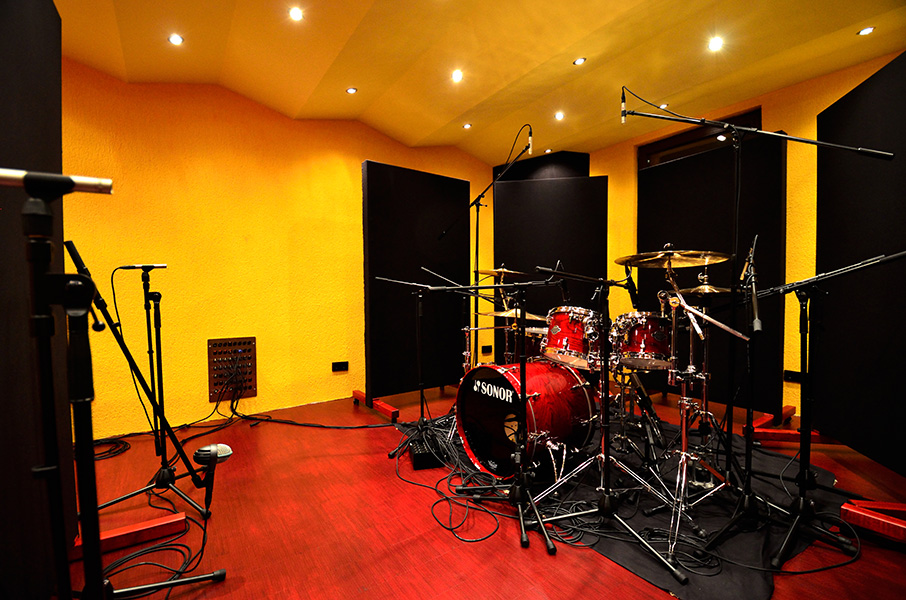
Aufnahmeraum für Schlagzeug

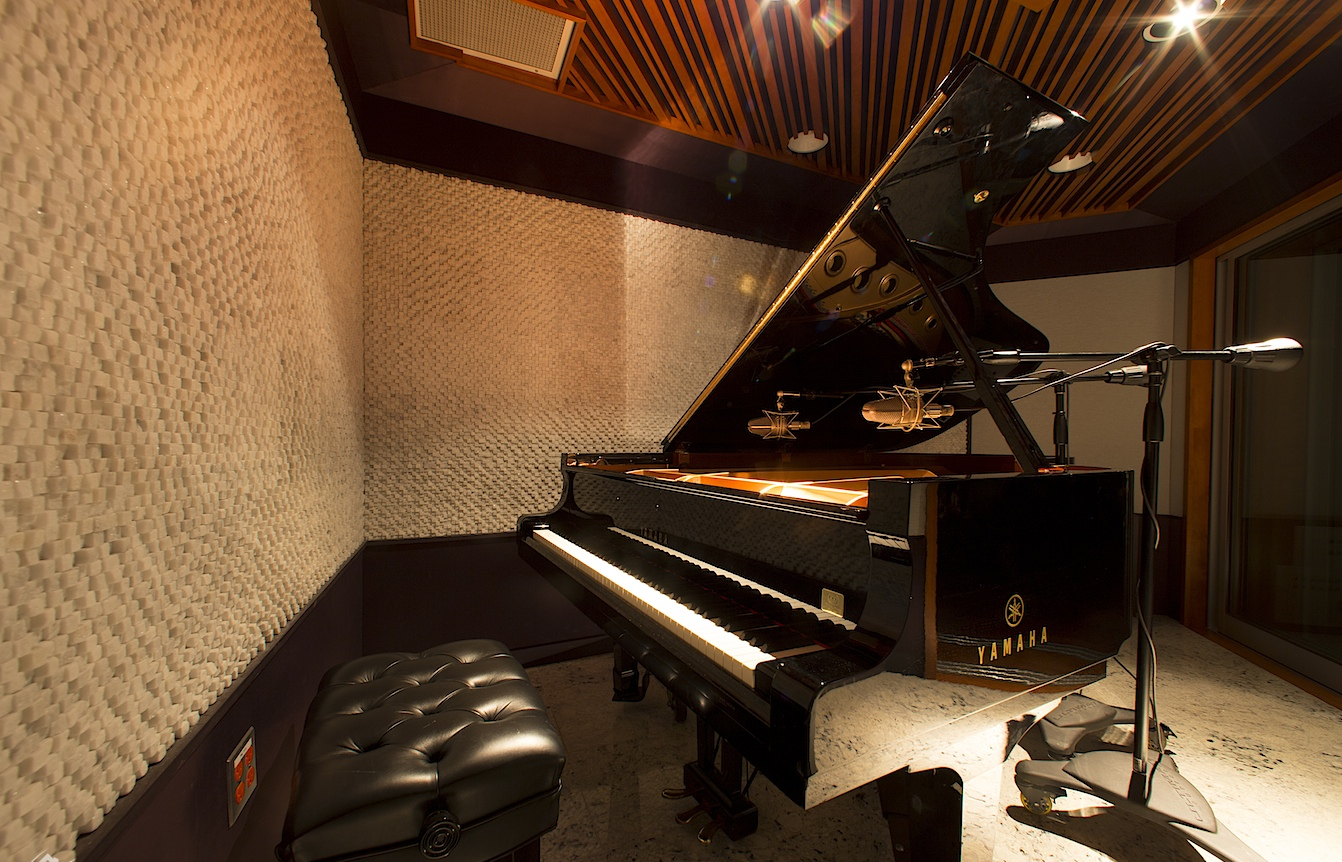
Aufnahmeraum mit Konzertflügel

### Aufnahmeraum
In Tonstudios gibt es einen oder mehrere Räume, die für die Aufnahme von Sprache, Gesang, Musikinstrumenten oder auch Geräuschen akustisch angepasst wurden; so gibt es beispielsweise speziell für Schlagzeuger eine Drumbooth. Die Ausgestaltung kann dabei sehr unterschiedlich sein: Klassische Musiker und Big Bands benötigen traditionell große Räume mit einer tragenden Akustik und Nachhallzeiten zwischen 1,6 bis 2 Sekunden („halbtrockene Akustik“), Bands und Sprecher dagegen eine eher reflexionsarme („trockene“) Akustik mit Nachhallzeiten zwischen 0,1 und 0,8 Sekunden, um optimal agieren zu können sowie auch die Möglichkeit zu schaffen, den Raumklang im Nachhinein elektronisch bearbeiten zu können.
Ungeachtet der akustischen Gegebenheiten können unterschiedliche Aufnahmeverfahren zur Anwendung kommen. So können Musiker und Instrumente sowohl einzeln als auch als Ensemble aufgenommen werden; je nach Bedarf mit mehr oder weniger Raumakustik. Bevor es die Möglichkeit gab, Raumklang elektronisch zu erzeugen, wurden in manchen Tonstudios Echokammern verwendet.

### Technikraum
In großen Tonstudios ist der Maschinen- oder Technikraum ein kleiner, meist direkt an den Regieraum angegliederter Raum und dient zur Aufnahme der technischen Geräte, die ansonsten durch Lüfter- oder andere mechanische Geräusche die Abhörsituation im Regieraum beeinträchtigen würden. Hierzu zählen analoge Bandmaschinen, Endstufen, Computer und Festplatten. Der Maschinenraum sollte über eine ausreichende Kühlung verfügen. Kleine Studios oder Homestudios haben meist keinen ausgewiesenen Maschinenraum. Stattdessen kommen hier oft geräuschverminderte PC-basierte Arbeitsstationen (DAWs) im Regieraum zum Einsatz.

### Abschirmkonzepte

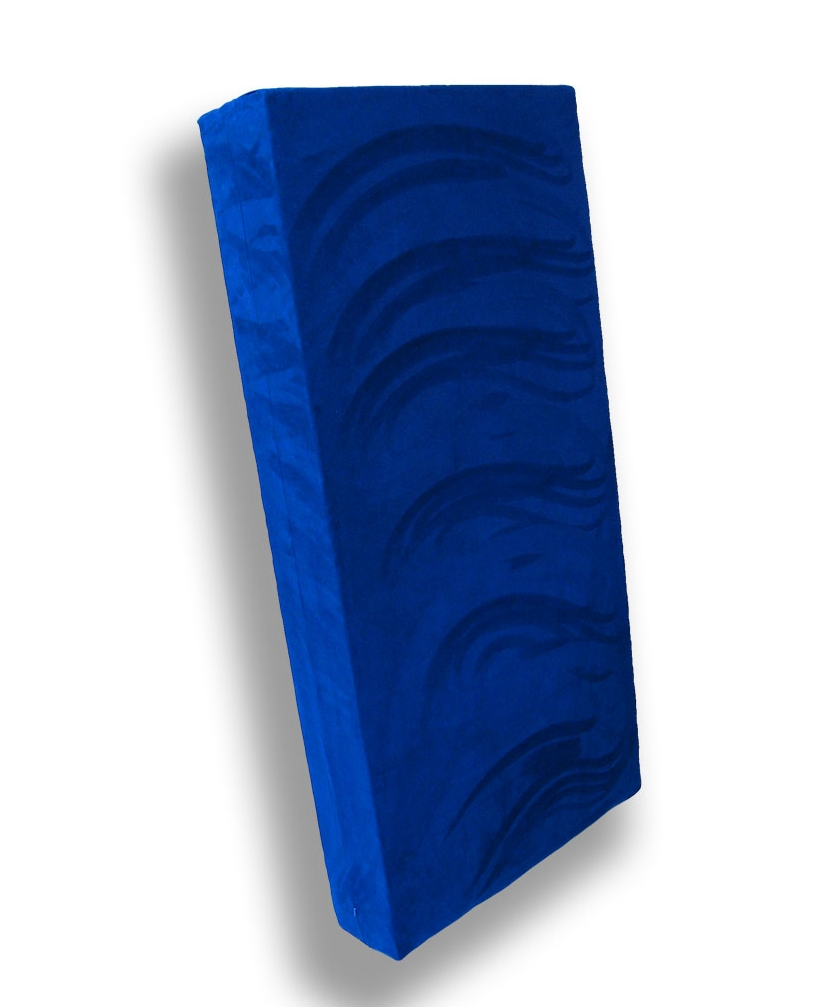
Breitband-Absorber

Mittels Schalldämmung wird verhindert, dass Geräusche von außen nach innen oder von innen nach außen dringen. Nur so können zu jeder Tageszeit Aufnahmen gemacht werden, ohne von Verkehrslärm oder anderen Störungen betroffen zu sein oder auf Ruhezeiten in Wohngebieten oder Lärmschutzverordnungen achten zu müssen. Dies geschieht z. B. durch den Bau von Doppelwand-Systemen (Raum-in-Raum-Konzept) mit dazwischen befindlichen Dämmstoffen, wobei sich die Wände nicht berühren dürfen, um eine möglichst geringe akustische Kopplung zu erhalten. So entsteht ein innen liegender Raum mit einer zusätzlichen äußeren Schale. Auch der Boden ist bei einer solchen Anordnung weich gelagert, z. B. ein schwimmender Estrichboden auf Trittschalldämmmatten. Naturgemäß ist beim Durchtritt des Schalls durch ein Medium die Unterdrückung hoher Frequenzen, die im Bereich der Wandstärke oder darunter liegen, generell besser. Insgesamt wirken dicke und schwere Materialien stärker dämmend.

### Akustikkonzepte
Mittels der sogenannten Schalldämpfung wird dafür gesorgt, dass innerhalb des akustisch aktiven Raumes die auftretenden Reflexionen der Schallsignale passend kontrolliert werden. Dies reicht von der Unterstützung einzelner Frequenzbereiche zur Förderung der musikalischen Wirkung über die Einstellung eines homogenen Frequenz- und Reflexionszeitverlaufes für Abmischung und Beurteilung bis hin zur völligen Auslöschung des Schalls für künstliche Außenaufnahmen. Erreicht wird dies durch mobile Stellwände oder fest verbaute Akustikelemente wie Absorber, Resonatoren und Diffusoren aus akustisch trägen Verbundwerkstoffen, mehrlagigen Foliensystemen und Schaummaterialien. Dabei wirken weiche Materialien wie Vorhänge, Weichschaumabsorber und Teppiche vorwiegend als Vernichter hochfrequenter Wellen ab ca. 1 kHz aufwärts. Härtere Schäume, Holz und Kunststoffelemente, aber auch Möbel z. B. reflektieren einen Teil der hohen Frequenzen und wirken insgesamt breitbandiger. Durch eine Mischung aus Resonator mit integrierter Dämmung lassen sich zudem im Bassbereich effektive Schallvernichter, sogenannte Bassfallen aufbauen. Häufig findet man hinter den Monitorlautsprechern und vor allem an der Rückwand des Regieraumes sowie Teilbereichen der Aufnahmeräume eine Reihe von Diffusoren. Diese bestehen aus unebenen Oberflächenstrukturen, die antreffende Wellen nicht als Ganzes reflektieren, sondern teilen und damit stehende Wellen, Flatterechos oder einseitige Überbetonungen einzelner Frequenzen verhindern. Eine ähnliche Wirkung haben versetzte, uneben angebrachte Mauersteine, die bereits beim Bau des Gebäudes eine ebene Wand verhindern. Oft findet man auch schräge Wandorientierungen, bei denen die vier Wände nicht in einem 90-Grad-Winkel zueinander stehen. Auch stehen Konzepte zur aktiven Reflexionsunterdrückung durch Antischall zur Verfügung.

### Einraumkonzept
Die Aufteilung zwischen Regie- und Aufnahmeraum ist dann nicht zwingend erforderlich, wenn eine künstliche „Raum-in-Raum“-Lösung gewählt wird. Dabei wird auf eine (mobile) Aufnahmekabine zurückgegriffen, in der ein Solist oder ein Sprecher agieren, wodurch insgesamt nur noch ein Studioraum als Regieraum erforderlich wird. Tonstudios für reine Klanggestaltung und Tonweiterverarbeitung für Film, Hörfunk und Computerspiele besitzen sogar oft nur einen kleinen oder gar keinen Aufnahmeraum.

## Ausstattung
Die tontechnische Einrichtung kann stark variieren. Studios für Popmusik besitzen meist wesentlich mehr Geräte zur Klangveränderung und Tonbearbeitung als solche für die Tonaufnahme klassischer Musik. Im Popbereich fließen die technischen Manipulationsmöglichkeiten in das Arrangement und den Gesamtklang bewusst mit ein, während es bei Aufnahmen klassischer Musik neben kleinen Korrekturen eher um eine „naturgetreue“ und räumliche Abbildung eines Klangkörpers geht.

### Mikrofontechnik

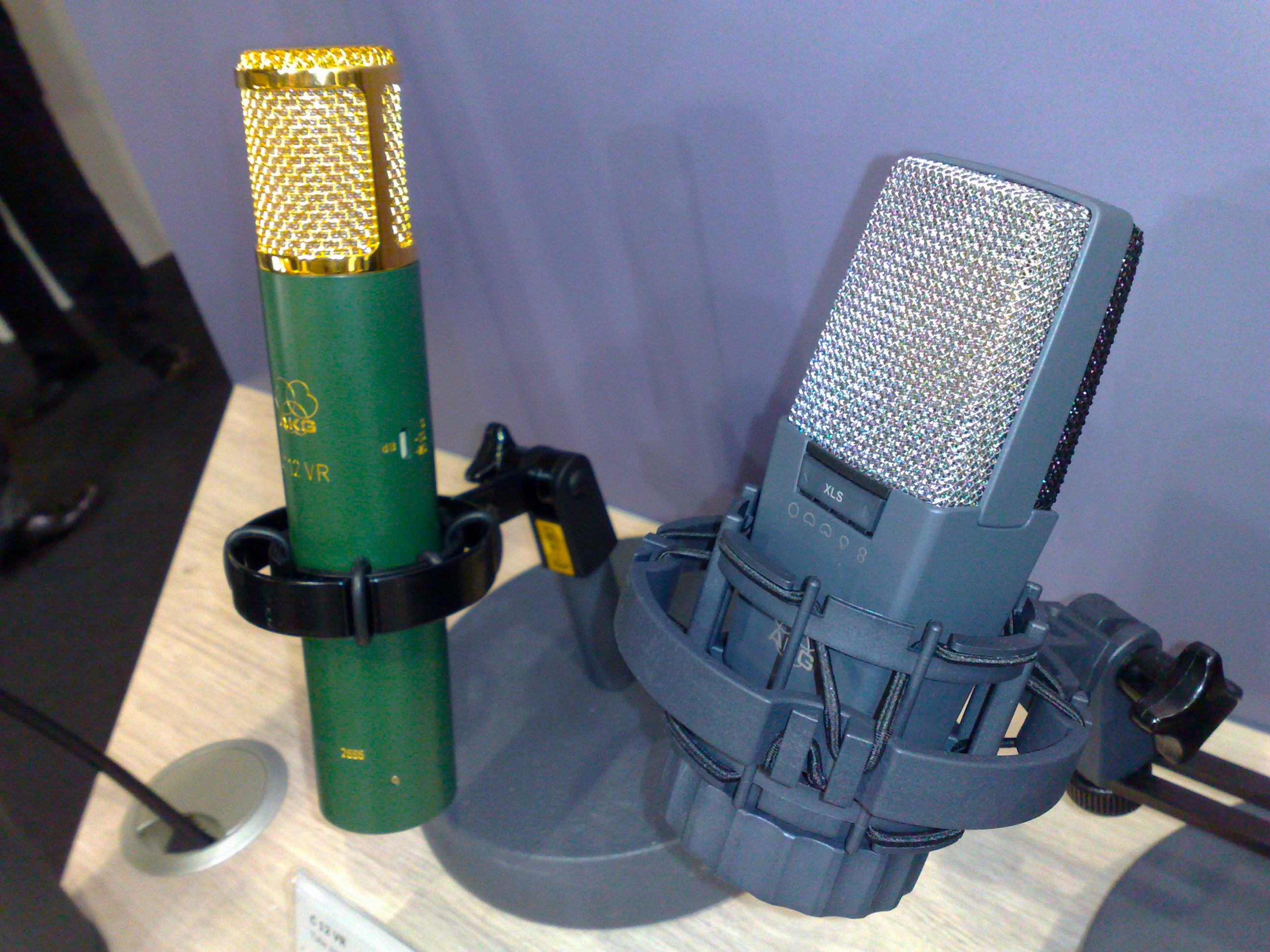
Kondensatormikrofone

Je nach Bedarf werden in Tonstudios alle bekannten Verfahren der Stereo- und Surround-Aufnahme angewendet. Das häufigste Verfahren ist die Aufnahme jedes Instruments mit einem einzelnen Mikrofon (mono), wobei der Raumeindruck (Stereo, Surround) erst später in der Mischung entsteht. Dabei werden Mikrofone unterschiedlichster Bauformen und -typen eingesetzt, die je nach Bauart entweder neutral klingen oder die Aufnahme bestimmter Instrumente oder der Stimme klanglich unterstützen. So werden bei Sprechern in der Regel Großmembran-Kondensatormikrofone – teilweise mit Röhrenverstärker – verwendet, während bei Stereoaufnahmen meist Kleinmembran-Mikrofone – ebenfalls in Kondensatortechnik – eingesetzt werden. Bei Aufnahmen von Schlagzeug und Blasinstrumenten findet man zum Teil auch dynamische Mikrofone.

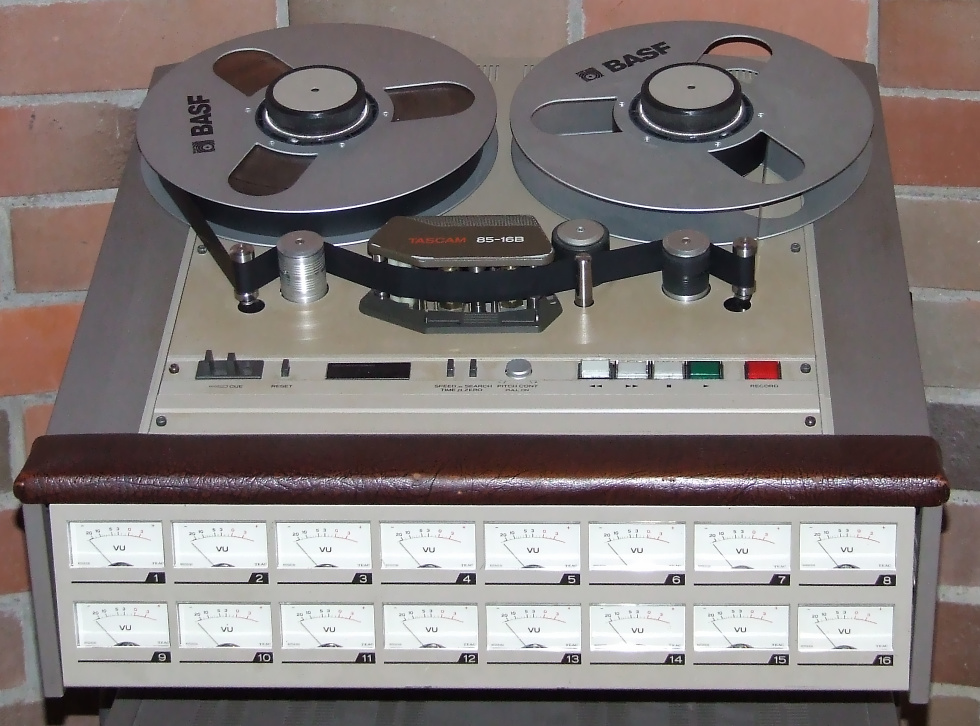
Analoge Tonbandmaschine (ca. 1970er Jahre) mit 16 gleichzeitig und getrennt aufnehmbaren Tonspuren für z. B. 16 verschiedene Musikinstrumente oder Singstimmen, die später von einem Toningenieur an einem Mischpult zusammengeführt (abgemischt) werden. Die 16 Anzeigeinstrumente sind Aussteuerungsmesser vom Typ VU-Meter.

### Aufnahmegeräte
Bei den Aufnahmegeräten in Tonstudios handelt es sich in aller Regel um Mehrspurrekorder, die unterschiedliche Klangquellen gleichzeitig auf viele getrennte Tonspuren aufnehmen können (i. d. R. 24 Spuren und mehr) und dadurch ihre spätere Abmischung mit einem Mischpult erlauben (Overdubbing). Seit etwa 1980 wurden digitale Recorder und seit 1990 computergestützte Aufnahmesysteme verwendet (Digital Audio Workstation), wodurch analoge Mehrspurrekorder in den Hintergrund gerückt sind.

### Abhörtechnik

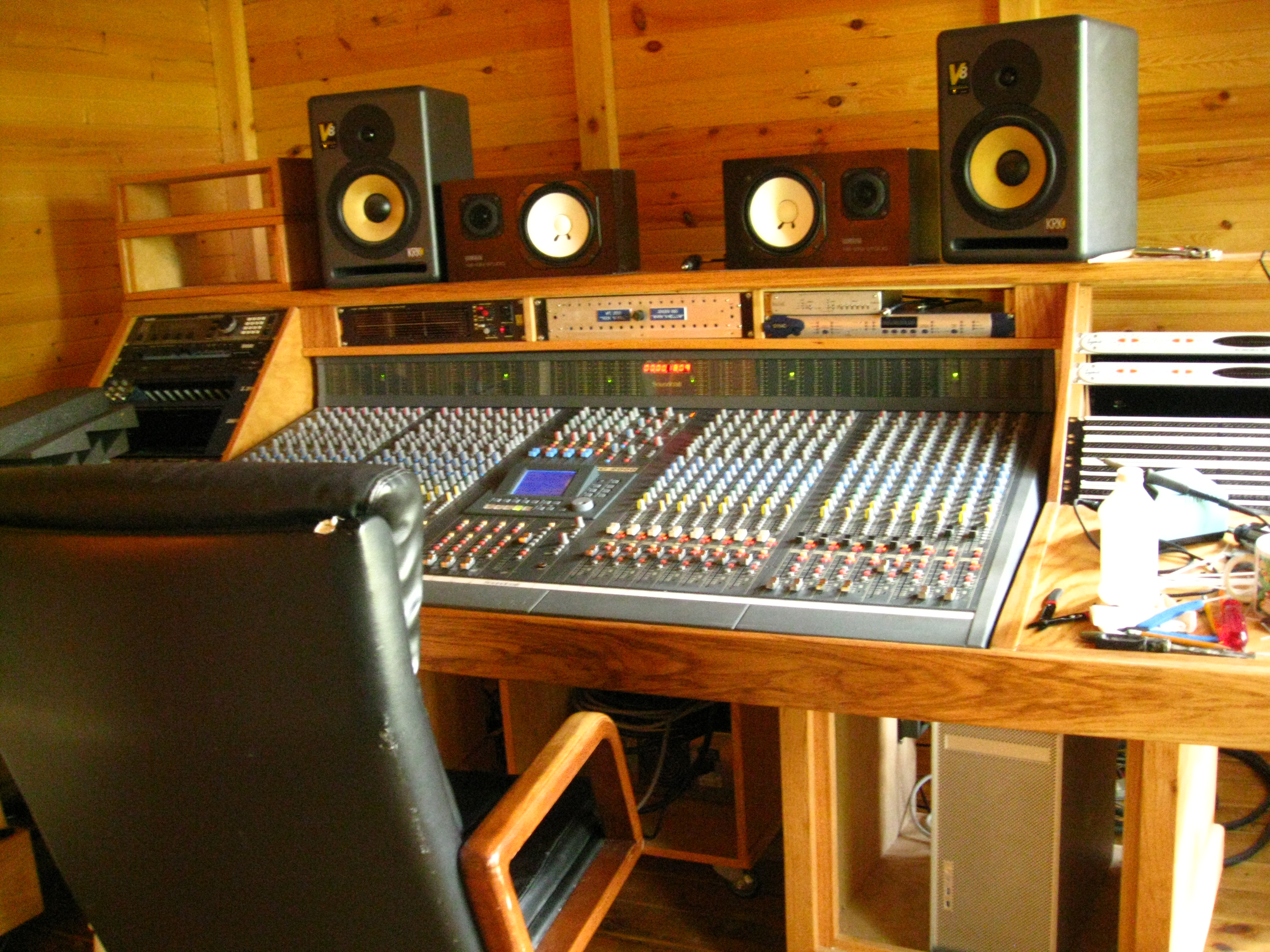
Mischpult und Abhörmonitore

Große Bedeutung kommt der Qualität der Abhörmonitore zu, da der Lautsprecher das qualitativ schlechteste Glied in der Signalkette darstellt. Um einen Eindruck möglicher Schallszenarien beim Endkunden zu bekommen, sind in Tonstudios generell mehrere unterschiedliche Monitorlautsprecher aufgestellt, bei denen sich einige als Referenztypen etabliert haben. In der Regel besitzen diese Lautsprecher einen besonders gleichmäßigen Frequenzgang und ein sehr homogenes Abstrahlverhalten. Es wird zwischen Nahfeld- (weniger als 2 m Distanz) und Fernfeldmonitoren unterschieden, die den gesamten Raum homogen beschallen.

### Mischpult
Alle Geräte im Studio wie Monitore, Mikrofone und Effektgeräte sind mit dem Mischpult verbunden, welches die Zentrale Einheit im Studio darstellt. Hier wird die Zuspielmischung für die Musiker, Zwischenergebnisse zum Abhören im Regierraum sowie die letztliche Tonmischung als Endprodukt hergestellt. Das Mischpult kann auch rein virtuell sein; meistens gibt es dafür Controller, mit denen das vom Computer simulierte Mischpult ferngesteuert werden kann.
Virtuelle Mischpulte in digitalen Geräten wie Soundkarten und Aufnahmegeräten und der Software in PCs, haben den Vorteil, dass virtuelle Geräte, sogenannte Plugins, sehr viel einfacher und direkter integrierbar zu nutzen sind. Sie sind auch sehr viel kosteneffektiver, können aber nicht immer einfach und präzise mit Maus oder einem MIDI-Controller gesteuert werden. Daher bedienen sich professionelle Studios in der Regel großer Mischpulte, sogenannter Digitalkonsolen. Auch reine Analogkonsolen sind noch im Gebrauch.

## Personen
Bei Tonaufnahmen sind der Musikproduzent, die Toningenieure (mit einer Rangordnung: erster Toningenieur usw.) und Tontechniker, sowie die Interpreten, gfs. ein Hintergrundchor und Studiomusiker anwesend. Hierbei handelt es sich um Musiker, die mit dem Tonstudio mehr oder weniger fest verbunden sind und üblicherweise bei Aufnahmesessions unterschiedlicher Künstler mitwirken. Möglicherweise nehmen noch Arrangeur und Komponist/Liedtexter teil, um während der Tonaufnahme noch notwendige Änderungen am Werk vornehmen zu können.

## Fachausdrücke
Tonaufnahmen entstehen meist in einzelnen Schritten (Takes), von denen die jeweils besten ausgewählt werden. Bei einer Aufnahme können Audio-Effekte wie Kompressor, Equalizer, Hall, Chorus oder Echo eingesetzt werden. Liegen die fertigen Takes vor, können in der Nachproduktion („post production“) noch weitere technische Verbesserungen vorgenommen werden. Die verschiedenen Takes werden sodann zu einem „final mix“ (Endabmischung) zusammengefügt („editiert“), das als Mastertape für die spätere Tonträgerproduktion dient. Nicht verwendete fehlerhafte oder sonst wie nicht brauchbare Mitschnitte heißen „Outtakes“. Bei Tonträgern schließlich wird unterschieden zwischen den in Tonstudios entstandenen Produkten („Studioaufnahme“) und Livealben. Das Tonstudio fertigt ein Aufnahmeprotokoll (recording sheet), in dem alle technischen Daten der Tonaufnahmen (einschließlich aller Takes) und beteiligten Musiker festgehalten werden.
Siehe auch: Liste von Audio-Fachbegriffen

## Klangeigenheiten
Einige unabhängige Tonstudios haben einen charakteristischen und identifizierbaren Sound entwickelt. Ursache hierfür können die Räumlichkeiten und ihre spezifische Akustik, ein bestimmter Musikproduzent (etwa Chips Moman) oder studioeigene Sessionmusiker sein. Auch eine Kombination dieser Ursachen kann für einen bestimmten Sound verantwortlich sein. In der Popmusik sind insbesondere der „Motown-Sound“ (Sessionmusiker: The Funk Brothers), „Memphis-Sound“ (Sessionmusiker: Booker T. & the M.G.’s, Memphis Horns), „Westcoast-Sound“ (Sessionmusiker: The Wrecking Crew) oder „Philadelphia- oder Phillysound“ als Musikgenre bekannt geworden. Obwohl die mit einem bestimmten Sound verbundenen Musikstücke untereinander durchaus heterogene Eigenheiten aufweisen können, wird ihr spezifischer Sound mit einem bestimmten Tonstudio assoziiert.

## Wirtschaftliche Situation
Derzeit konzentriert sich der Markt eher auf integrierte Studios, etwa bei Radiosendern oder Plattenfirmen. Durch sinkende Gerätekosten bei der Tontechnik entstehen immer mehr kleine sogenannte „Home-Recording“-Studios, in denen z. B. Amateurbands ihre Demos aufnehmen und abmischen können. Der akustisch und räumlich optimalen Gestaltung stehen jedoch meistens finanzielle Einschränkungen entgegen, da im Vorfeld keine nennenswerten Einnahmen erzielt werden können. Dennoch gibt es viele kleine Studios, die sich die Mühe machen, einen passenden Kompromiss bei der Raumakustik zu finden. Hier können durchaus professionell verwendbare Aufnahmen entstehen. Für fast alle veröffentlichten Tonträger moderner elektronischer Musik wie HipHop, R’n’B und Elektro werden die Aufnahmen heutzutage zunächst in kleinen Studios getätigt und später extern gemastert. Diese Entwicklung führte gemeinsam mit der zunehmenden Digitalisierung der letzten Jahre zur Entstehung spezialisierter Studios. Universell und technisch erstklassig ausgestattete Tonstudios müssen entsprechende Preise verlangen, wogegen ihre Kunden oft nur einen Teil der möglichen Leistungen nutzen können. Insbesondere unabhängige Tonstudios stehen unter enormem Druck, ihre hohen Fixkosten durch einen hohen Auslastungsgrad wieder einzuspielen.